# Gust Graas
Gustave (Gust) Graas (Esch-sur-Alzette, 19 december 1924 – ?, 19 februari 2020) was een Luxemburgs ondernemer, kunstschilder en beeldhouwer.

## Leven en werk
Gust Graas was als tiener lid van de Hitlerjugend. Hij werd tijdens de Tweede Wereldoorlog gedwongen ingelijfd bij de Wehrmacht, maar wist te deserteren. Na de bevrijding studeerde hij rechten in Leuven en Parijs. Hij werkte na zijn studie als advocaat in Lucemburg-Stad. In 1952 werd hij secretaris-generaal bij de Compagnie Luxembourgeoise de Télédiffusion (CLT), in 1975 werd hij benoemd tot algemeen directeur. Hij stond in 1983 aan de wieg van het Duitstalige RTL Television. Samen met Roger Sietzen was Graas oprichter van Luxair.
Als schilder was hij autodidact. Hij sloot zich aan bij de Cercle Artistique de Luxembourg (CAL) en nam vanaf 1963 deel aan de jaarlijkse salons van de kunstenaarsvereniging. In mei 1971 ontvingen Graas en Michel Breithoff de Prix Grand-Duc Adolphe 1970 uit handen van prinses Marie Astrid van Luxemburg.
Hij publiceerde de boeken Notes d'Atelier (1993) en Les Années Espagnoles (2003).
Gust Graas overleed op 95-jarige leeftijd.
- Biblioteca Nacional de España: XX1119875
- Gemeinsame Normdatei: 1101487054
- International Standard Name Identifier: 0000 0000 6038 6727
- Musée national d'archéologie, d'histoire et d'art: lkl000789
- Réseau des bibliothèques de Suisse occidentale: 02-A011581738
- Système universitaire de documentation: 243141378
- Virtual International Authority File: 86818406
- WorldCat: E39PBJr834bKX4W6FkRChMjBfq